# فردنسبورگ کامیون
فردنسبورگ کامیون (به لاتین: Fredensborg Municipality) یک منطقهٔ مسکونی در دانمارک است که در استان هوودستادن واقع شده‌است.

## خواهرخوانده
شهر سادبوری، سافک خواهرخواندهٔ فردنسبورگ کامیون هست.